# Monumento al capitán Nathan Hale
El Monumento al capitán Nathan Hale, es un obelisco de 13,7 m de altura en el pueblo de Coventry, en el estado de Connecticut (Estados Unidos). construido en 1846 en honor de Nathan Hale, el héroe de la Guerra de Independencia de los Estados Unidos, que nació en Coventry. Fue uno de los primeros monumentos de guerra que se construyeron en los Estados Unidos y es una obra importante tanto del arquitecto Henry Austin como del constructor Solomon Willard. Ahora propiedad y mantenimiento del estado, se incluyó en el Registro Nacional de Lugares Históricos en 2002.

## Descripción e historia
El monumento está ubicado en South Coventry, en la entrada del cementerio Nathan Hale en la calle Lake. Está descentrado en un área de césped aproximadamente rectangular ligeramente elevada por un muro de contención de granito, que sirve como muro fronterizo entre el cementerio y el sendero que a este conduce. El monumento mide 13,7 m de altura y tiene una base cuadrada escalonada, rematada por un cuerpo artesonado, sobre el que se encuentra una cornisa a dos aguas, con el cuerpo del obelisco encima. El monumento está construido con granito extraído en Quincy, de las mismas canteras que suministraron el Monumento a Bunker Hill. Cada cara de la sección del panel tiene una inscripción, una de las cuales consiste en la famosa cita de Hale "Solo lamento tener una sola vida que perder por mi país". El estilo arquitectónico del monumento ha sido descrito como neogriego y neoexótico.
Un comité del pueblo comenzó a considerar la construcción de un monumento a su hijo nativo en 1837. Este encontró cierta oposición, incluso de la familia Hale, que lo consideró indecoroso. Perseveraron y finalmente recaudaron donaciones privadas y fondos estatales para llevar a cabo la iniciativa. El monumento fue diseñado por Henry Austin, un arquitecto de Connecticut, y fue construido en 1846 por Solomon Willard, propietario de las canteras de granito de Quincy. La piedra extraída se envió a Norwich por ferrocarriles regionales sin costo alguno, y se entregó el resto del camino a Coventry en bueyes. En 1894 se construyó un muro de contención hecho de "piedras macizas de cinco pies de largo".
El monumento fue uno de los primeros monumentos a gran escala en los Estados Unidos en conmemorar a un individuo o evento, precediendo al Monumento a Bunker Hill (terminado en 1846) y al Monumento a Washington (terminado en 1885). Los monumentos y memoriales de este tipo no se construyeron en cantidades significativas hasta después de la Guerra de Secesión.